# El último salvaje
El último salvaje (título original en italiano, L’ultimo selvaggio; conocida a menudo en su versión inglesa, The Last Savage) es una ópera en tres actos con música y libreto originalmente en italiano de Gian Carlo Menotti. 
La ópera se tradujo al francés (Le Dernier Sauvage) por Jean-Pierre Marty para el estreno mundial en la Opéra-Comique el 21 de octubre de 1963. Al estreno de la misma, la obra fue ridiculizada por la crítica francesa, especialmente en Le Figaro que la considera «una miseria». Fue interpretada en inglés en el Met de Nueva York el 23 de enero de 1964: aunque la calidad de los cantantes fue subrayada por la crítica estadounidense, la respuesta global fue nuevamente negativa. La ópera no se interpretó en italiano hasta cuatro meses después, en La Fenice, el 15 de mayo de 1964 bajo la dirección de Carlo Franci. Una versión revisada de la ópera se dio en el Teatro de Ópera de Hawái en 1973, con una acogida de la crítica decididamente mejor. Fue repuesta en el festival de Spoleto USA, para el 70.º aniversario del compositor.